# باولو أسونساو
باولو أسونساو (بالبرتغالية:Paulo Assunção) (مواليد 25 يناير 1980 في فارزيا غراندي - البرازيل) لاعب كرة قدم برازيلي يلعب حاليا لصالح نادي الدرجة الأولى أتلتيكو مدريد الإسباني منذ 2008 في مركز الوسط المدافع .

## روابط خارجية
- باولو أسونساو على موقع الاتحاد الأوربي (الإنجليزية)
- باولو أسونساو على موقع قاعدة بيانات كرة القدم.إي يو (الإنجليزية)
- باولو أسونساو على موقع ليكيب (الفرنسية)
- باولو أسونساو على موقع Soccerway.com (الإنجليزية)
- باولو أسونساو على موقع عالم كرة القدم.نت (الإنجليزية)
- باولو أسونساو على موقع AS.com (الإسبانية)